# Los Gibson Boys
Los Gibson Boys fue un grupo mexicano de rock and roll importante en la historia de este movimiento musical y recordado principalmente por la breve intervención que tuvo Manolo Muñoz como vocalista en el mismo y por su gran su calidad interpretativa de temas instrumentales.

## Historia
Surgen a mediados de 1959 en la ciudad de Guadalajara, Jalisco, México. Tras unos inicios muy difíciles por no tener un grupo fijo, es hasta 1960 cuando quedan formados con Manolo Muñoz en la voz y tras amarrar un contrato con Discos Musart y tomando su nombre, gracias a la marca de guitarras "Gibson".
Fueron muchos los músicos que pasaron por el grupo tras la salida de Manolo Muñoz, como Xavier Reyes (batería) Carlos Chelly 'El Topolino' (voz), Jesús Rodríguez (requinto), Bernardo Colunga (guitarra), Enrique Valadez (contrabajo), Francisco Ulloa (piano), Lito Padilla (piano), Mario Rojas (guitarra y voz), Guillermo Villarreal (guitarra y voz), Mario Sevilla (bajo), Tomás Espadas (sax), y Felipe Maldonado.

## Discos
Grabaron cinco discos LP y algunos discos sencillos para Discos Musart. Varias de sus grabaciones fueron temas instrumentales y poseen algunas piezas de la autoría de los integrantes del grupo.
Los Gibson Boys comenzaron en 1959 cuando se unieron Manolo Muñoz y Carlos Hernández (guitarra) con Bernardo Colunga (guitarra) para dar una serenata. Empezaron a ensayar en la peluquería de un amigo, Ricardo 'Richard' Casillas y todos hacen buena amistad. Al poco tiempo incorporaron a otro amigo que estudiaba en el conservatorio: Xavier Reyes (batería). Xavier trajo a Moisés Valadez (bajo), Rogelio 'Pato' Rayoza (sax) y a Jesús Romero 'La Chuyina' (piano y acordeón). De aquí sale la base del grupo.
Con los años, variaron sus miembros quedando el grupo bajo la batuta de Xavier Reyes y tuvieron entre sus filas a Felipe Maldonado, quien emigró a Tijuana tras su paso por Los Monstruos, y regresaron triunfante con su grupo Peace & Love a fines de la década de los 60's.
Participaron en diversos programas de televisión de Guadalajara y fueron un grupo muy popular en Jalisco y zonas aledañas. A fines de la década, dejaron a un lado el rock para tocar música variada en estilos y géneros, y desaparecieron a principios de los años setenta.

## Principales grabaciones
- El Rock de la Cárcel (que en México fue éxito Los Teen Tops)
- Lucía
- Un gran pedazo de amor (que fue éxito de Los Locos del Ritmo)
- El vampiro
- La albóndiga
- La pequeña
- La vanidosa
- Trabajo de fuego
- Adiós mi chaparrita
- Me atrapaste